# Lo que es sagrado
Lo que es sagrado es una novela del autor estadounidense Dennis Lehane, tercer título de la saga protagonizada por los detectives privados de Boston, Patrick Kenzie y Angela Gennaro.

## Argumento
Los detectives privados de Boston, Patrick Kenzie y Angela Gennaro son contratados por el multimillonario Trevor Stone para que encuentren a su hija Desirée, que lleva varias semanas desaparecida. Junto a su hija también ha desaparecido el primer detective al que contrató para encontrarla, Jay Becker (antiguo mentor de Kenzie). Al parecer la muchacha pasaba por una depresión pues en los últimos tiempos, su novio había muerto en un accidente, su madre había sido asesinada durante un atraco y a su padre le habían diagnosticado un cáncer terminal.
Mientras su amigo Bubba Rogowski debe ingresar en prisión durante un año por posesión de armas, Kenzie y Gennaro comienzan la investigación que les lleva primero a relacionarse con una peligrosa secta religiosa en Boston y después a un viaje hasta Florida donde descubrirán que no pueden fiarse de nadie ni dar nada por sentado en esta investigación, donde las víctimas se convierten en verdugos y los inocentes en culpables.